# Jean Campbell Cooper
Jean Campbell Cooper (Chefoo, 1905 – 1999) è stata una scrittrice inglese.
Nata in Cina, visse e morì in Inghilterra, pubblicando varie opere sulle tre principali religioni cinesi: taoismo, confucianesimo, buddismo.

## Biografia
Discendente di una nobile famiglia britannica, nacque a Chefoo nel nord della Cina. Educata inizialmente in quel paese presso una scuola britannica a Kulang, fra le montagne di Lushan, terminò gli studi in patria. È stata lettrice di filosofia presso la St. Andrew's University. Sposatasi, visse col marito in un villaggio isolato nella contea di Cumberland.
Amica di Francis Clive-Ross, è stata collaboratrice del British journal Studies in Comparative Religion dal 1963 fino al 1981, anno della morte di quest'ultimo.

## Pubblicazioni
- An Illustrated Encyclopaedia of Traditional Symbols, Thames and Hudson, London, c1978.
- Brewer's Book of Myth and Legend, New York: Cassell, edited by Jean C. Cooper, London, 1992.
- Cassell Dictionary of Christianity, New York: Cassell, edited by Jean C. Cooper, London, 1996.
- Chinese Alchemy: The Taoist Quest for Immortality, Aquarian Press, Wellingborough, Northamptonshire, 1984.
- Fairy Tales: Allegories of the Inner Life, Borgo Press,  San Bernardino, California, 1986-c1983.
- Symbolic and Mythological Animals, Aquarian/Thorsons, London, 1992.
- Symbolism, the Universal Language, R. Reginald/Borgo Press, San Bernardino, California, 1986-c1982.
- Taoism: The Way of the Mystic, Aquarian Press,  Wellingborough, Northamptonshire, 1972; rev. and expanded edition, Borgo Press,  San Bernardino, California, 1990.
- The Aquarian Dictionary of Festivals, Aquarian Press, Wellingborough, Northamptonshire, 1990.
- Yin and Yang: The Taoist Harmony of Opposites, Thorsons, London, 1982.

### Pubblicazioni tradotte
- Dizionario dei simboli, traduzione e cura di Silvia Stefani, Franco Muzzio, Padova, 1987.
- Dizionario degli animali mitologici e simbolici, traduzione di Lidia Perria, N. Pozza, Vicenza, 1997.
- Enciclopedia illustrata dei simboli, CDE, Milano, 1995.
- Yin e Yang. L'armonia taoista degli opposti, traduzione di Giorgio Milanetti, Ubaldini Editore, Roma, 1982.
- Alchimia cinese, traduzione di Anna Pia Vallecchi, Astrolabio, Roma, 1985.